# Tomas Rosenkvist
Tomas Rosenkvist, född 23 juni 1975 i Göteborg, är en svensk före detta fotbollsspelare (mittfältare/anfallare).

## Biografi
Rosenkvist gick elprogrammet på Frölundagymnasiet och började efter studenten att arbeta för BPA. Parallellt med detta spelade Rosenkvist fotboll för Västra Frölunda IF.
Inför säsongen 2000 värvades han från moderklubben Västra Frölunda IF till IFK Göteborg. Under sin debutsäsong gjorde han tio mål i Allsvenskan. Under IFK:s fiaskosäsong 2002 vann han klubbens interna skytteliga med fem mål. Efter säsongen fick laget kvala mot Västra Frölunda för att undvika nedflyttning till Superettan. IFK kom undan med blotta förskräckelsen och lyckades hålla sig kvar, Rosenkvist hjälpte till att sänka sin moderklubb med ett av matchernas mål.
Med 59 mål är han IFK Göteborgs främste målskytt sett över alla tävlings- och träningsmatcher för IFK Göteborg under 00-talet.
Rosenkvist spelade senare i Gais och avslutade därefter sin fotbollskarriär under vilken han representerat tre fotbollsklubbar, alla från Göteborg.

### Efter fotbollen
Sedan fotbollen lagts ned arbetar Rosenkvist som säljare i värmetekniksbranschen för Frico AB.